# Idaea crassipunctata
Idaea crassipunctata är en fjärilsart som beskrevs av Inoue 1971. Idaea crassipunctata ingår i släktet Idaea och familjen mätare. Inga underarter finns listade i Catalogue of Life.